# Xã Waddams, Quận Stephenson, Illinois
Xã Waddams (tiếng Anh: Waddams Township) là một xã thuộc quận Stephenson, tiểu bang Illinois, Hoa Kỳ. Năm 2010, dân số của xã này là 807 người.